# مزار شريف

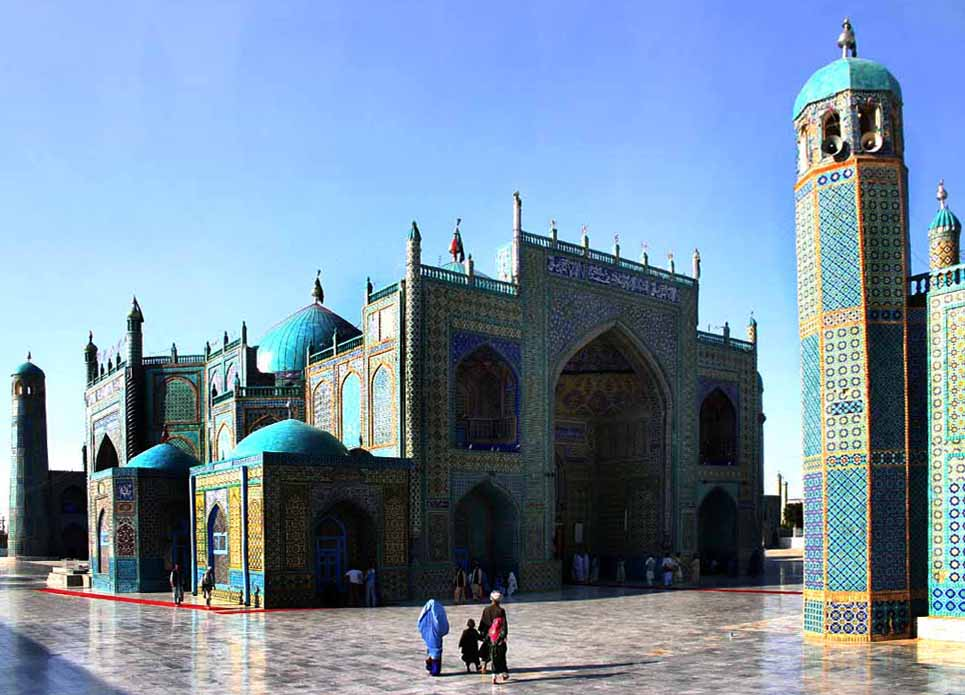
المسجد الأزرق التاريخي في مزار شريف

مزار شريف هي رابع أكبر مدن أفغانستان من حيث عدد السكان، حيث بلغ عدد سكانها 183000 نسمة حسب التقديرات الرسمية لعام 2002، وهي عاصمة ولاية بلخ. ترتبط بكابل بواسطة الطرق في جنوب شرق المدينة، وغربها تقع مدينة هرات، وشمالها أوزبكستان. كما هو واضح من الاسم البشتوني والدري الذي يعني المزار الشريف، يشير الاسم إلى مسجد تاريخي في المدينة يسمى بالمسجد الأزرق. بخلاف وجهة النظر السائدة بأن قبر علي بن أبي طالب يقع في النجف بالعراق والدراسات التاريخية تقول ان صاحب المرقد هو  علي بن أبي طالب البلخي «نقيب العلويين في بلخ في عصره»، يؤمن الكثير من الأفغان بأن موقع القبر هو ذلك المسجد التاريخي. يتحدث غالبية سكان مزار شريف اللغة الدرية ولغة الباشتو. تجذب المنطقة العديد من السياح لاحتوائها على آثار تاريخية إسلامية ويونانية قديمة.

## السكان
في مزار شريف يشكل الطاجيك  ما نسبته (40٪) من السكان، بينما يشكل البشتون (25٪) والهزارة (10٪) والأوزبك (20٪) والعرب (5٪) ومن الناحية الدينية، يعتبر أكثر من 99 ٪ من الأفغان في مزار شريف من المسلمين ، الأغلبية من السنة مع أقلية من الشيعة تمثل 7 ٪ حسب تقرير الامم المتحدة.

## صفحات لها صلة
- علي بن أبي طالب البلخي
- المسجد الأزرق (مزار شريف)